# Perisama melini
Perisama melini är en fjärilsart som beskrevs av Felix Bryk 1953. Perisama melini ingår i släktet Perisama och familjen praktfjärilar. Inga underarter finns listade i Catalogue of Life.